# Africallagma sapphirinum
Africallagma sapphirinum là loài chuồn chuồn trong họ Coenagrionidae. Loài này được Pinhey mô tả khoa học đầu tiên năm 1950.